# Copa do Mundo de Rugby League de 1970
A Copa do Mundo de Rugby League de 1970 foi a quinta edição do torneio. Ocorreu dois anos depois da anterior.
Foi realizada na Grã-Bretanha. A Austrália, que tradicionalmente é a seleção de rugby league mais forte do mundo, foi campeã pela terceira vez e segunda seguida.
Como nas edições anteriores, a edição só contou com quatro seleções participantes, em virtude da pequena difusão global em alto nível da modalidade: Austrália, França, Grã-Bretanha e Nova Zelândia.

## Resultados
| 21 Outubro |       |               |                                    |
| Austrália  | 47–11 | Nova Zelândia | Central Park, Wigan Público: 9,805 |
|            |       |               | Central Park, Wigan Público: 9,805 |

| 24 Outubro   |      |           |                                   |
| Grã-Bretanha | 11–4 | Austrália | Headingley, Leeds Público: 15,084 |
|              |      |           | Headingley, Leeds Público: 15,084 |

| 25 Outubro |       |               |                                    |
| França     | 15–16 | Nova Zelândia | The Boulevard, Hull Público: 3,824 |
|            |       |               | The Boulevard, Hull Público: 3,824 |

| 28 Outubro   |     |        |                                         |
| Grã-Bretanha | 6–0 | França | Wheldon Road, Castleford Público: 8,958 |
|              |     |        | Wheldon Road, Castleford Público: 8,958 |

| 31 Outubro   |       |               |                                      |
| Grã-Bretanha | 27–17 | Nova Zelândia | Station Road, Swinton Público: 5,609 |
|              |       |               | Station Road, Swinton Público: 5,609 |

| 1 Novembro |       |        |                                        |
| Austrália  | 15–17 | França | Odsal Stadium, Bradford Público: 6,654 |
|            |       |        | Odsal Stadium, Bradford Público: 6,654 |

### Pontuação corrida
| Seleção       | Jogos | Vitórias | Empates | Derrotas | Pontos Pró | Pontos Contra | Saldo | Pontos |
| ------------- | ----- | -------- | ------- | -------- | ---------- | ------------- | ----- | ------ |
| Grã-Bretanha  | 3     | 3        | 0       | 0        | 44         | 21            | +23   | 6      |
| Austrália     | 3     | 1        | 0       | 2        | 66         | 39            | +27   | 2      |
| França        | 3     | 1        | 0       | 2        | 32         | 37            | −5    | 2      |
| Nova Zelândia | 3     | 1        | 0       | 2        | 44         | 89            | −45   | 2      |

### Final
| 8 Novembro   |      |           |                                                            |
| Grã-Bretanha | 7–12 | Austrália | Headingley, Leeds attendance = 18,776 Árbitro: Fred Lindop |
|              |      |           | Headingley, Leeds attendance = 18,776 Árbitro: Fred Lindop |